# Miloš Zet
Miloš Zet (1. října 1920 Krasoňov – 2. října 1995, Petrovice) byl český sochař.

## Život

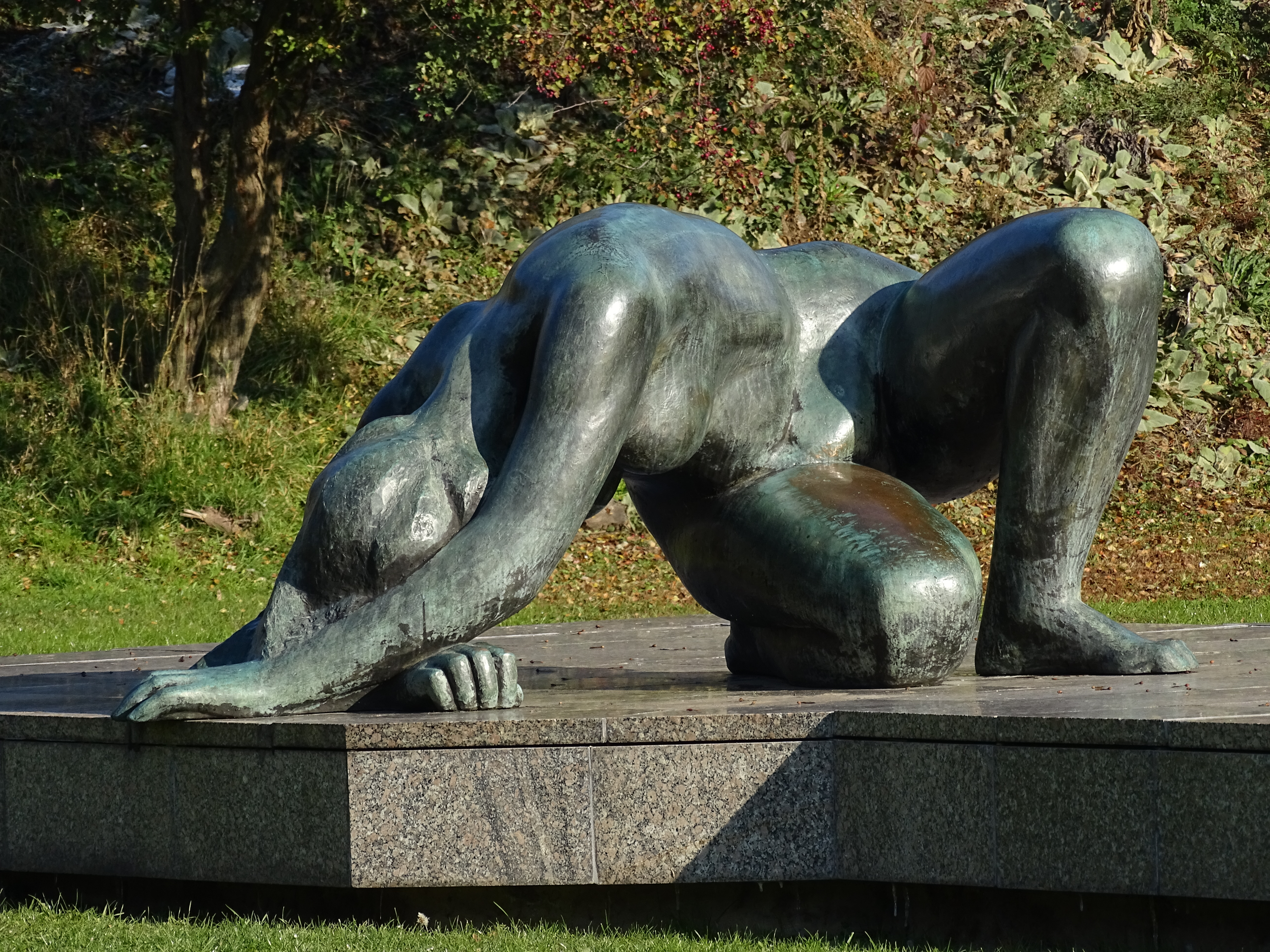
Socha Vzdor na Kobyliské střelnici

V letech 1934–1937 se učil na Státní odborné keramické škole v Bechyni. V letech 1939 až 1940 pokračoval ve studiu na Škole umění ve Zlíně a v letech 1941 a 1942 na Akademii výtvarných umění ve Vídni. Po 2. světové válce studoval sochařství u profesorů Karla Pokorného, Jana Laudy a Otakara Španiela na Akademii výtvarných umění v Praze. V letech 1945 až 1970 byl členem KSČ. V roce 1980 mu byl udělen titul zasloužilý umělec.
Jeho syn Martin Zet je sochař, performer a intermediální umělec. V rámci své tvorby se mimo jiné zabývá sochařskou pozůstalostí vlastního otce. Výsledkem jeho aktivit je soupis díla Miloše Zeta, kolektivní projekt Avatar Zet (2019)  a výstava Sochař Miloš Zet – zdi, sokly a makety v Domě umění města Brna v roce 2020.

## Realizace

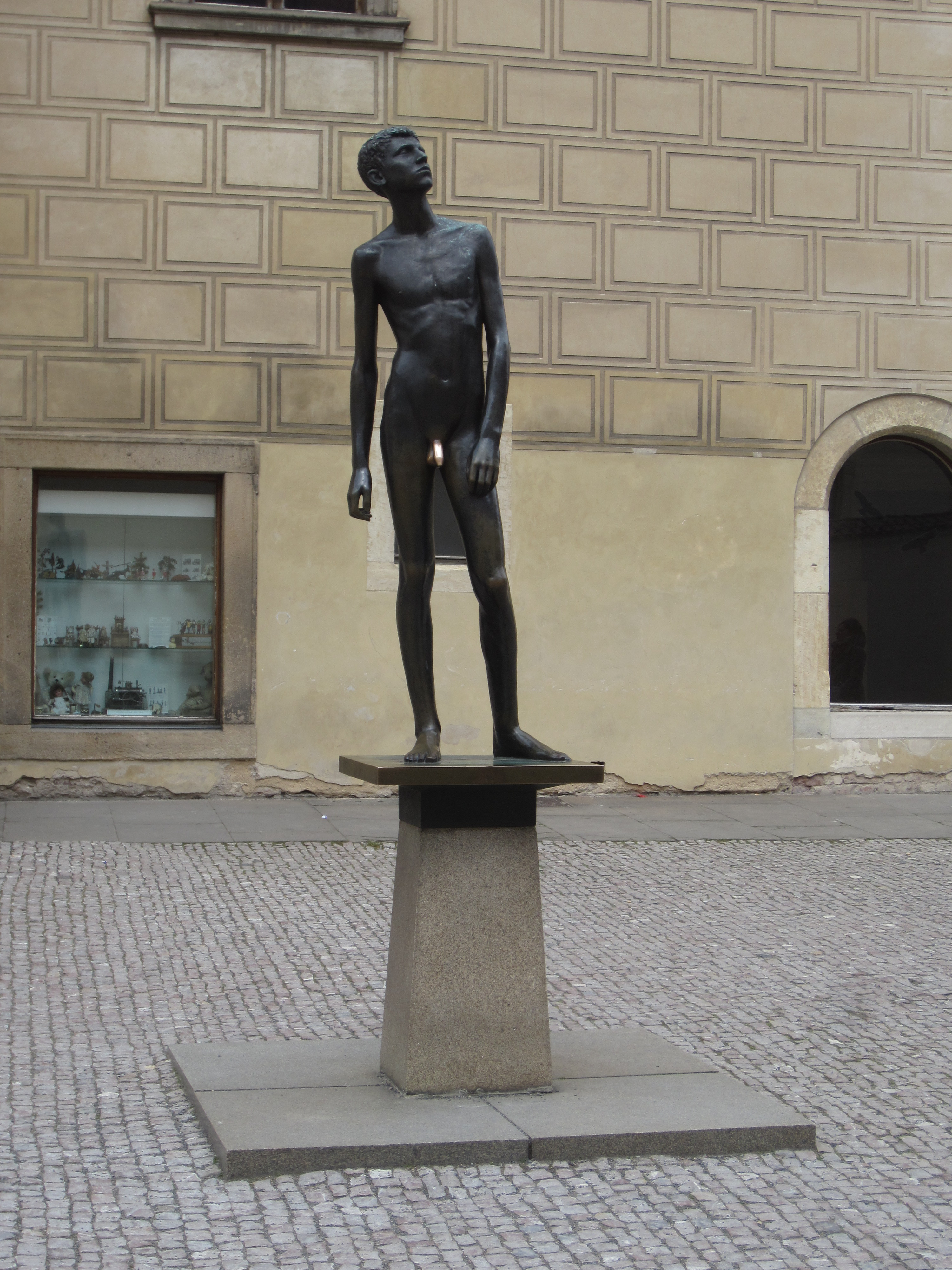
Mládí (1963)

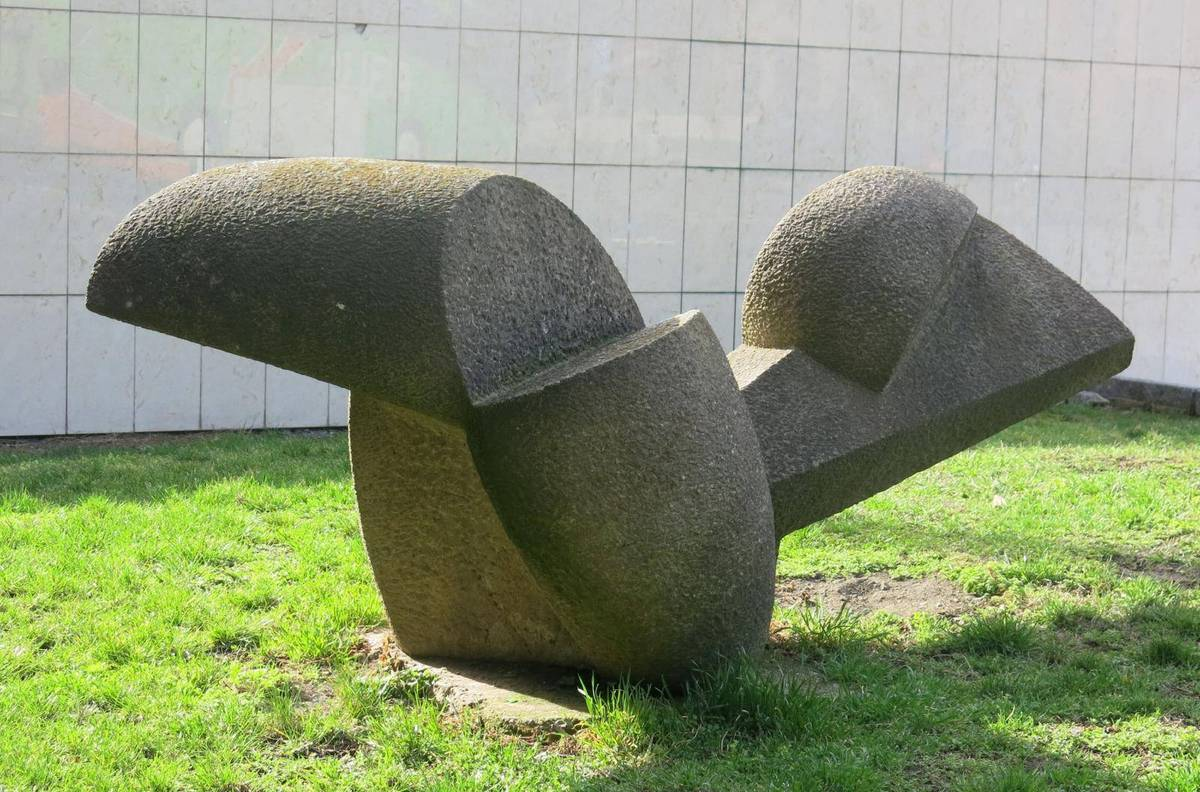
Řeka, plastika u hotelu Olympik v Praze-Karlíně

- Pomník Klementa Gottwalda ve Zlíně, 1956–1961 (odstraněn v roce 1990) [7]
- Mládí (1963), Praha, před Starým purkrabstvím na Pražském hradě
- Busta Stanislava Kostky Neumanna, bronz, instalováno roku 1964, panteon Národního muzea v Praze[8]
- Památník partyzánského hnutí Noční přechod v Morávce, 1968, národní kulturní památka, 4 x 8 metrů
- Dětské prolézačky, 60. léta (jedna odstraněna), Praha 8-Karlín, park při Nekvasilově ulici
- Kaťuše, Písek
- Obyčejná madona, 1971, Praha 4 – Pankrác (ulice Marie Pujmanové)
- Současný voják, 1973, Praha, před Hlavní vojenskou správou ČSLA
- Schoulená, Praha 1, Národní třída dvůr (paláce Platýz)
- Země (též známá pod názvy Vzdor nebo Nepokořená vlast), 1973–1978, Památník Kobyliská střelnice, Praha 8 - Kobylisy[9]
- Řeka, žula, 80. léta, před hotelem Olympic, Praha 8-Karlín, Nekvasilova ulice